# Pulsar (videogioco)
Pulsar è un videogioco arcade del 1981 sviluppato da Gremlin Industries e pubblicato da SEGA. Non è stato portato su nessuna console o home computer del tempo.

## Modalità di gioco
Il giocatore deve muovere il carro armato attraverso il labirinto per raggiungere ogni chiave colorata e trasportarle una alla volta alla serratura del colore corrispondente. Il colore del mezzo cambia in base al colore della chiave trasportata. La struttura del labirinto cambia costantemente, così come i campi di forza che appaiono e scompaiono a intervalli regolari. Ci sono tre tipi di nemici che si muovono in modi unici, sparando al carro armato quando è in linea retta (orizzontale o verticale). Il carburante del carro armato è limitato, ma può essere rifornito distruggendo i nemici. Un carro armato viene distrutto venendo colpito da un nemico, venendo catturato nel mezzo di un campo di forza (correrci contro di lato è sicuro) e rimanendo senza carburante.
Il quarto nemico è il Pulsar titolare, una grande entità rossa che aggiunge un suono di battito cardiaco alla musica del palco. Il Pulsar non spara mai al giocatore e aumenta la velocità le prime tre volte che il giocatore gli spara. Dopo essere stato colpito una quarta volta, si divide in sei degli altri tipi di nemici.
Il livello è completato quando tutte le serrature sono sbloccate. Il primo livello ha due serrature, mentre nei livelli successivi ne viene aggiunta una, fino a un massimo di cinque.